# Арсеналец (САУ)
«Арсеналец» (в ряде источников также «Арсеналец-4») — первая советская самоходная артиллерийская установка (САУ). Отличалась оригинальной конструкцией и весьма малыми размерами. Разработана в 1923 году на заводе «Красный арсенал» (г. Петроград) инженерами Н. В. Каратеевым и Б. А. Андрыхевичем. Опытный образец был изготовлен лишь в 1928 году и осенью того же года поступил на испытания, по результатам которых САУ была признана недостаточно совершенной.

## История создания
К вопросу о самоходной артиллерии руководство РККА подошло ещё в ходе Гражданской войны. Собственно, уже осенью 1918 года была создана специальная комиссия, задачей которой являлся сбор, систематизация и обобщение опыта применения артиллерии в Первой мировой и Гражданской войнах. Выводы комиссии содержали обширные предложения по использованию артиллерии и путям её совершенствования. В связи с этим 16 декабря того же года для проведения перспективных исследований в данном направлении при Артиллерийском комитете (Арткоме) ГАУ была организована Комиссия особых артиллерийских опытов (КОСАРТОП) под общим руководством В. М. Трофимова, ставшая, по сути, первым советским научно-конструкторским центром, занимавшимся исследованием вопросов артиллерийского вооружения.
Уже в 1920 году Артком ГАУ принял решение о создании самоходных артиллерийских установок непосредственной поддержки пехоты. К середине 1921 года были разработаны базовые характеристики подобных орудий батальонного уровня, и инженеры приступили к конструированию конкретных установок. Первые видимые результаты начали вырисовываться через полтора года.
В 1923 году на петроградском заводе «Красный арсенал» инженерами КОСАРТОПа Н. В. Каратеевым и Б. А. Андрыхевичем был разработан проект САУ. Машина стала первым плодом работы особого «самоходного» конструкторского бюро, созданного на заводе годом ранее. Однако по ряду причин постройка опытного образца постоянно откладывалось, и в итоге первый «Арсеналец» вышел из ворот завода лишь в 1928 году, после чего в сентябре того же года был отправлен на заводские испытания.

## Описание конструкции
САУ «Арсеналец» представляла собой 45-мм пушку, размещённую на гусеничном шасси оригинальной конструкции. Из-за отказа от размещения в конструкции САУ мест боевого расчёта и механика-водителя, метрические размеры установки были весьма компактны. Кроме того, в целях снижения массы машины в её конструкции активно использовался дюралюминий и высококачественные сорта стали. В передней части размещалось моторное отделение, позади которого устанавливалось орудие. Органы управления располагались в корме машины.
Артиллерийским вооружением САУ являлась 45-мм батальонная пушка, использовавшая качающуюся часть 45-мм пушки А. А. Соколова с незначительными изменениями. Ствол пушки Соколова дополнительно укрывался кожухом. Затвор полуавтоматический вертикальный клинового типа. Тормоз отката — гидравлический, накатник пружинный. Наведение орудия на цель осуществлялось при помощи оптического прицела. Подъемный механизм — секторного типа. Углы вертикального наведения орудия составляли 0…+30°, горизонтального — ±15° . Для понижения оси цапф пушка имела коленчатую боевую ось. Возимый боекомплект составлял 50 снарядов и включал бронебойные и осколочно-фугасные выстрелы, а также картечь. Предусматривалась также возможность в случае необходимости быстро снять орудие с шасси и использовать его, как обычное полевое.
В передней части САУ располагался бензиновый карбюраторный оппозитный двигатель воздушного охлаждения мощностью 12 л.с., обеспечивавший установке максимальную скорость 8 км/ч по шоссе (по грунту — 5 км/ч). Бензобак ёмкостью 10 литров позволял машине пройти на одной заправке около 17,5 км (на большие расстояния САУ перевозилась в кузове грузового автомобиля). Управление осуществлялось водителем, идущим за движущейся машиной, при помощи рукояток или, чаще, напоминающих уздечку тяг.
Гусеничная ходовая часть применительно к одному борту состояла из ведущего колеса большого диаметра переднего расположения, заднего направляющего колеса, трёх сблокированных опорных катков и двух поддерживающих роликов. При этом ведущее и направляющее колёса также несли функции опорных катков. В конструкции применялась резиновая гусеница шириной 100 мм. САУ могла преодолевать подъёмы крутизной до 25°.
Броневая защита САУ состояла из щитка, установленного в лобовой части машины, и ряда бронированных элементов кузова. Максимальная толщина стальной катаной брони — 7 мм.

## Испытания
Опытный образец САУ вышел на испытания осенью 1928 года, однако особого успеха не стяжал. Во-первых, надёжность работы оригинального оппозитного двигателя вызывала серьёзные нарекания. Во-вторых, военных не устроила низкая защищённость установки. Последнее обстоятельство, правда, было очевидно уже на стадии проектирования машины, однако в 1923 году подобное положение вещей было сочтено приемлемым. Иначе дело обстояло в 1928 году, когда из ворот завода «Большевик» начали выходить первые танки МС-1 — теперь будущее САУ виделось в машинах, обладавших полноценным бронированием. «Арсеналец» же представлял собой скорее батальонное орудие, просто поставленное на самоходный лафет.
В конце 1928 году в КБ завода предпринимались попытки по доработке установки, однако вскоре эти работы были прекращены в силу общей бесперспективности проекта. Что же касается построенного образца «Арсенальца», то после испытаний он какое-то время хранился в сарае завода «Красный арсенал», где «дожил» по крайней мере до 1930 года, когда был передан в Военно-техническую академию имени Ф. Э. Дзержинского.

## Оценка машины
Хотя «Арсеналец» несколько отличается от привычного понимания термина «САУ», поскольку места экипажа не являлись частью конструкции и установка скорее представляла собой самоходный лафет, с технической точки зрения она является полноценной самоходной артиллерийской установкой. Решение отказаться от размещения экипажа внутри корпуса установки позволило добиться очень компактных метрических размеров, что несло ряд преимуществ. Во-первых, вкупе с широким использованием дюралюминия и высококачественных стальных сплавов, это позволило добиться низкого веса и удобства транспортировки машины (в кузове любого грузовика). Во-вторых, облегчалось маневрирование установки и её маскировка на местности, обеспечивалась весьма высокая проходимость. Кроме того, таким образом удалось существенно упростить конструкцию в целом. Развиваемая машиной скорость в 5—8 км/ч на тот момент считалась вполне достаточной для непосредственного сопровождения пехоты на поле боя. Что же касается вооружения, то его можно считать универсальным — благодаря широкому ассортименту боеприпасов орудие могло решать различные задачи, от борьбы с пехотой противника до отражения атак бронетехники.
Однако установка имела и существенные недостатки. К примеру, заводу так и не удалось довести до приемлемого уровня надёжности оппозитный двигатель, служивший силовой установкой машины. Однако основным «минусом» машины в глазах военных являлась её фактическая моральная устарелость уже на момент начала производства. Как уже упоминалось выше, если в 1923 году частичное бронирование и отказ от размещения экипажа в корпусе были приемлемы, то в 1928-м будущее САУ виделось в создании САУ на танковом или, в крайнем случае, тракторном шасси, тем более, что конструкторы уже начали активные эксперименты с шасси танков и тракторов с целью создания на их базах САУ. В этом свете судьба проекта «Арсеналец» была в принципе предрешена.
Примечательно, что идеей небольших самоходных лафетов увлекались и конструкторы других стран. Подобные САУ создавались, к примеру, в Великобритании, где в 1920-х годах самоходным лафетом была снабжена 20-мм автоматическая пушка SEMAG (Seebach Maschinenbau Aktien Gesellschaft).